# Deífilo Gurgel
Deífilo Gurgel (Areia Branca, 22 de outubro de 1926 - Natal, 6 de fevereiro de 2012), foi advogado, professor universitário, administrador público, antropólogo, folclorista, poeta e historiador brasileiro.
Presidiu a Comissão Norte-Rio-Grandense de Folclore e foi professor da disciplina Folclore Brasileiro, da Universidade Federal do Rio Grande do Norte, tendo levado um número significativo de alunos para encontros de pesquisa com Câmara Cascudo, que, na época, era o teórico e pesquisador mais citado em trabalhos científicos e historiográficos acerca da cultura popular do Rio Grande do Norte.

## Dados biográficos
Nascido na cidade litorânea de Areia Branca, o pesquisador, aos 18 anos, mudou-se para Natal para cursar o Colegial. Em 1967, Deífilo Gurgel bacharelou-se em Ciências Jurídicas e Sociais pela Faculdade de Direito de Natal. Tardiamente, ao 44 anos, fascinado com a riqueza da cultura popular de seu estado, iniciou suas pesquisas na área do folclore. Em 1970, o pesquisador foi nomeado Diretor de Cultura do município do Natal. Atuou também como diretor de Promoções Culturais da Fundação José Augusto (FJA) e presidente da Comissão Norte-Rio-Grandense de Folclore. Quando faleceu, em fevereiro de 2012, estava para lançar a obra Romanceiro Potiguar, que reúne uma série de romances coletados pelo autor entre 1985 e 1995. Para produzir essa obra, o pesquisador debruçou-se, por mais de uma década, sobre romances ibéricos: os que migraram para o Brasil e os que foram criados no país por portugueses e seus descendentes, muitos dos quais, mestiços (mamelucos ou caboclos, mulatos e cafuzos).
Afirmou certa vez Deífilo Gurgel: “Assim como Cascudo, eu acho que a matéria-prima do meu estudo está aqui. Me considero um provinciano incurável”. Em outras entrevistas concedidas a veículos de comunicação de massa e a pesquisadores acadêmicos, Deífilo Gurgel mencionava que foram muito importantes, em seu percurso de estudioso do folclore potiguar, por exemplo, o encontro com o coquista Francisco Antônio Moreira, o Chico Antônio, no município de Pedro Velho, como a descoberta da célebre romanceira Dona Militana, em São Gonçalo do Amarante.
Deífilo Gurgel faleceu aos 85 anos de idade, por falência de múltiplos órgãos, após dezessete dias de internação no Hospital Papi, em Natal.

## Livros
Poesia
- Cais da Ausência
- Os Dias e as Noites
- 7 Sonetos do Rio e Outros Poemas
- Bens Aventurados os que São Bons

Sobre o folclore potiguar
- Danças Folclóricas do Rio Grande do Norte
- João Redondo – Teatro de Bonecos do Nordeste
- Romanceiro de Alcaçus
- Manual do Boi Calemba
- Espaço e Tempo do Folclore Potiguar

Ensaio historiográfico
- Areia Branca – A Terra e a Gente